# Општина Матка (Галац)
Матка (рум. Matca) општина је у Румунији у округу Галац.
Oпштина се налази на надморској висини од 64 m.